# Insektædere
Insektædere (Insectivora) er en nu forladt orden af pattedyr. Nogle af de arter som tilhørte insektæderne, er flyttet til egne ordener, og de resterende arter placeres nu i ordenen ægte insektædere (Eulipotyphla) som er en af de mest primitive grupper af placentale pattedyr.

## Historie
Tidligere var gruppen brugt til at samle et antal små, relativt uspecialiserede insektædende pattedyr. Primitivt udseende fossilgrupper af placentale pattedyr blev også tilknyttet denne orden.
Taksonomien er blevet forfinet i de seneste år; træspidsmus, springspidsmus (også kaldet elefantspidsmus) og kaguanger er placeret i separate ordener, ligeså mange fossile grupper som tidligere var inkluderet i insektæderne. For en tid blev det antaget at de resterende insektæder-familier var en monofyletisk gruppe som man gav navnet Lipotyphla. Molekylære undersøgelser har imidlertid vist at også guldmuldvarpe og børstesvin bør udskilles i ordenen Afrosoricida.
Pindsvin blev da også udsplittet til en selvstændig orden (Erinaceomorpha), mens de tilbageblevne (kaldet Soricomorpha) bestod af familierne spidsmus, muldvarpe, solenodonter og Nesophontidae.
Disse to ordener erstattede så insektæderne (Insectivora). Denne opdeling blev undermineret af molekylære studier som viste at Soricomorpha er parafyletisk fordi spidsmusene og pindsvinene har en fælles stamform som ikke deles med andre i Soricomorpha.
Men kombinationen af de to, benævnt som ordenen Eulipotyphla, er vist at være monofyletisk.

## Klassifikation
- ORDEN EULIPOTYPHLA (= 'Insectivora') (Ægte insektædere)
  - Familie Erinaceidae: Pindsvin
    - Underfamilie Erinaceinae: Egentlige pindsvin
    - Underfamilie Galericinae: Rottepindsvin

  - Familie Soricidae: Spidsmus
    - Underfamilie Crocidurinae: Markspidsmus
    - Underfamilie Soricinae: Egentlige spidsmus
    - Underfamilie Myosoricinae: Skovspidsmus

  - Familie Talpidae: Muldvarpe
    - Underfamilie Desmaninae: Desmaner
    - Underfamilie Talpinae: Egentlige muldvarpe
    - Underfamilie Uropsilinae: Spidsmusmuldvarpe

  - Familie Solenodontidae: Solenodonter
  - Familie Nesophontidae (uddøde vestindiske spidsmus)

Kladogram for de nulevende familer efter Roca et al.:
|  | Muldvarpe                                             |
|  |                                                       |
|  | \| \| Spidsmus \| \| \| \| \| \| Pindsvin \| \| \| \| |
|  |                                                       |
|  | Spidsmus                                              |
|  |                                                       |
|  | Pindsvin                                              |
|  |                                                       |

|  | Spidsmus |
|  |          |
|  | Pindsvin |
|  |          |

|  | Muldvarpe                                             |
|  |                                                       |
|  | \| \| Spidsmus \| \| \| \| \| \| Pindsvin \| \| \| \| |
|  |                                                       |
|  | Spidsmus                                              |
|  |                                                       |
|  | Pindsvin                                              |
|  |                                                       |

|  | Spidsmus |
|  |          |
|  | Pindsvin |
|  |          |

Disse familer er tidligere placeret i insektæderne:
- Familie Chrysochloridae (Guldmuldvarpe)
- Familie Tenrecidae (Børstesvin)
- Familie Macroscelididae (Springspidsmus)
- Familie Tupaiidae (Træspidsmus)
- Familie Cynocephalidae (Kaguanger)